# Melanophryniscus cambaraensis
Melanophryniscus cambaraensis är en groddjursart som beskrevs av Braun 1979. Melanophryniscus cambaraensis ingår i släktet Melanophryniscus och familjen paddor. IUCN kategoriserar arten globalt som otillräckligt studerad. Inga underarter finns listade i Catalogue of Life.